# RollerCoaster Tycoon 3

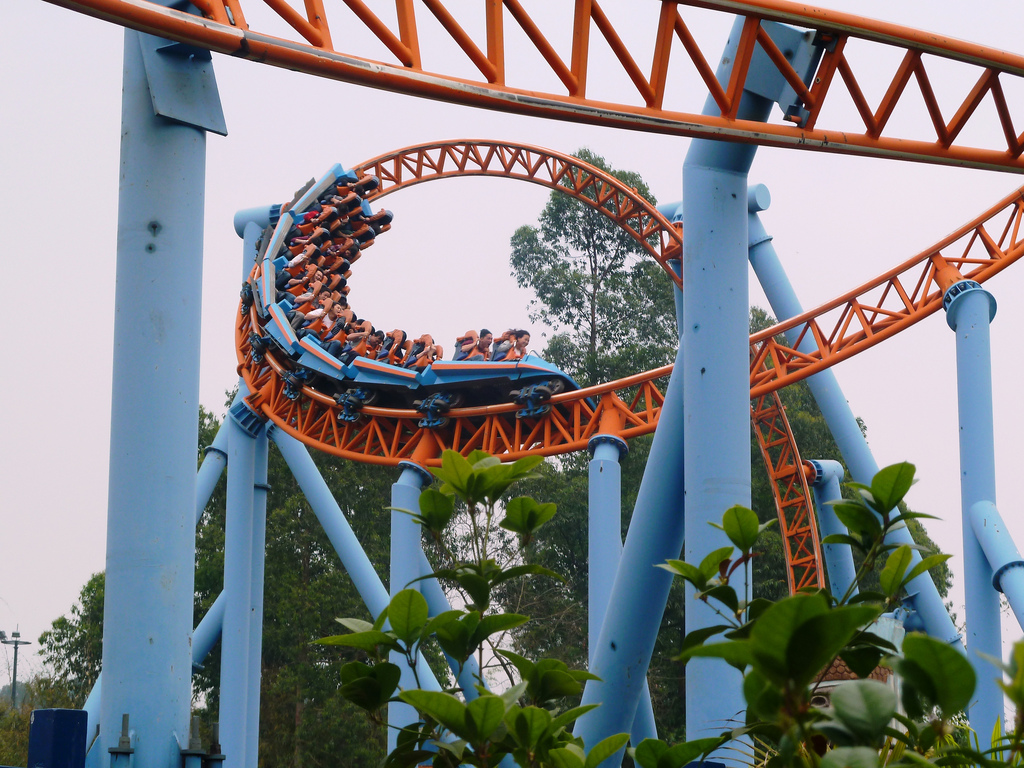
Incluye más de 20 tipos de montañas rusas, algunas también se pueden observar en parques de la vida real.

RollerCoaster Tycoon 3 es videojuego de simulación y estrategia para PC en el que el jugador se encarga de la administración de un parque de atracciones. Fue desarrollado por la compañía británica de videojuegos Frontier Developments y publicado por Atari, y salió a la venta en octubre de 2004 en América del Norte y en noviembre del mismo año en Europa. Es la secuela de RollerCoaster Tycoon 2 y la tercera entrega en la serie de RollerCoaster Tycoon. Aunque RollerCoaster Tycoon 3 está basado en gran parte en los dos juegos anteriores, Chris Sawyer, el creador de las dos primeras publicaciones de la serie, solamente estuvo involucrado en este juego como "consultor" y no fue uno de los programadores.

## Paquetes de expansión

### ¡Empapados!
La primera expansión, ¡Empapados! (en inglés Soaked!), añade la capacidad de crear parques acuáticos con albercas. Además de piscinas, el jugador puede agregar otras comodidades como bañeras calientes, camastros, trampolines y más. También incluye novedades como toboganes de agua y ríos de descanso, además de atracciones no acuáticas. El bronceado es otro concepto nuevo en ¡Empapados! Se incluyen también espectáculos de delfines y orcas. En este paquete de expansión se incluyen nuevos temas para el parque: "Atlantis" (reino sub-acuático) e "Isla Paraíso" (isla tropical). La música en este juego es de tipo disco y tropical.

### ¡Salvaje!
La segunda expansión, ¡Salvaje! (Wild! en inglés), presenta instalaciones con animales y muchas atracciones nuevas de tipo safari. Incluye atracciones y montañas rusas de esta expansión.

## Novedades
Algunas de sus nuevas características es la Coaster Cam, con que puedes montar tus propias atracciones. También puedes ver información de la gente que visita tu parque, por ejemplo, acerca de su grupo o familia. En la expansión Salvaje trae la Animal Cam, con que puedes jugar como si fueras uno de los animales del recinto, así como poner música en tus atracciones. También incluye campañas, con las que se desbloquean diseños de montaña rusa. 

## Crítica
Muchos miembros de la comunidad de RollerCoaster Tycoon no estuvieron contentos cuando Frontier Developments retiró a Chris Sawyer de esta versión. Algunos usuarios consideraban que el juego era inferior a los dos primeros, incluso con la adición de las gráficas en 3D y muchas nuevas características. Estuvieron descontentos también con la cantidad de errores de software en el juego, por ejemplo, trabajadores que se quedaban atascados en los enrejados y que el juego se congelara. Hay parches disponibles en varios sitios que arreglan estos errores encontrados en la primera versión.
También ha habido quejas acerca de las tarjetas de gráficos y sobre la necesidad de tener computadoras y procesadores de alta calidad para que el juego corra con normalidad. Se necesitan poderosas máquinas para usar el juego con alto detalle sin que se vuelva más lento. Los parques especialmente grandes pueden agregar una significante resistencia incluso en las computadoras y procesadores más rápidos. Algunos jugadores no pueden ver el agua porque sus tarjetas de gráficos no la pueden presentar. Los otros juegos no necesitaron tarjetas de gráficos de alta calidad, lo que los hizo accesibles a más personas.
No obstante, RollerCoaster Tycoon 3 recibió grandes elogios en sus críticas en muchos sitios de internet de videojuegos.

### Análisis y reseñas
- Resumen en Macuarium.com
- Análisis en Meristation.com Archivado el 30 de septiembre de 2007 en Wayback Machine.
- Información y consejos sobre el juego
- Reseña del juego en ojgames.com
- Video "RollerCoaster Tycoon 3 Bloodbath" (en inglés)

- Datos: Q901405